# Отряд рицари
„Отряд рицари“ (на английски: Knight Squad) е американски комедиен сериал, създаден от Шон Кънингам и Марк Дуоркин, който дебютира по Nickelodeon на 19 февруари 2018 г. и приключва на 20 април 2019 г. след два сезона. В сериала участват Оуен Джойнър, Даниела Пъркинс, Лилимар, Лекси ДиБенедето, Амар Утън, Савана Мей и Кели Перине.

## Актьорски състав
- Оуен Джойнър – Арк
- Даниела Пъркинс – Киара
- Лилимар – Сейдж
- Лекси ДиБенедето – Прудънс
- Амар Утън – Уоруик
- Савана Мей – Бътъркап
- Кели Перине – Сър Гарет
- Джейсън-Сим Прюит – Кралят
- Сет Гар – Физуик
- Фред Гранди – Магьосникът Хоганкрос
- Тод Тъкър – гласът на Слобуик

### Гост звезди
- Мари Пасери – Магьосницата Спицалот
- Тензинг Норгей Трейнър – Джимбо
- Мария Каналс-Барера – Сафрън
- Джахим Томбс – Себастиан
- Мая Ле Кларк – Брия
- Кира Косарин – Джинът Кики
- Джак Грифо – Сър Суейзи
- Гарет Морис – Старият Физуик
- Джено Зегърс – Райкър
- Лизи Грийн – Призрачната сянка
- Сидни Парк – Принцеса Елиза
- Крис Толман – Чистачът
- Рейни Родригез – Вещерът

## Продукция
Сериалът е поръчан по Nickelodeon през май 2017 г. с 20 епизода. Производството на сериала започва през октомври 2017 г. и се излъчва премиерно през февруари 2018 г. На 27 юли 2018 г. сериалът е подновен за втори сезон, съдържащ 10 епизода.

## В България
В България сериалът започва излъчване по локалната версия на Nickelodeon на 26 ноември 2018 г. Дублажът първоначално е записан в студио „Александра Аудио“, а по-късно се записва в студио „Про Филмс“ до края на сериала.
| Роля      | Изпълнител          |
| --------- | ------------------- |
| Арк       | Цвети Пеняшки       |
| Сър Гарет | Анатолий Божинов    |
| Прудънс   | Надя Полякова       |
| Уоруик    | Петър Бонев         |
| Кралят    | Петър Върбанов      |
| Сейдж     | Деа Майсторска      |
| Физуиг    | Константин Димитров |